# Pietro VII del Congo
Pietro VII del Congo (Mbanza Congo, ... – Mbanza Congo, 24 giugno 1910) è stato un re congolese.
Pietro, conosciuto anche come Nzinga Mbemba Vuzi Pedro, era erede designato di Alvaro XIV Agua Rosada, figlio di una sua sorellastra e nipote di re Pietro VI.
Salì al trono dopo la morte del reggente Enrico il 23 aprile 1901. Il giovane re fu incoronato l'8 maggio successivo e morì il 24 giugno 1910.